# Koporo Pen
Ne doit pas être confondu avec Koporokendié Nâ.
Koporo Pen est un village et une commune rurale du Mali de l'arrondissement de Koporokendié Na, dans le cercle de Koro et la région de Bandiagara.
Il est principalement chrétien et sa population est en majorité Dogon. Il possède un CScom (Centre de Santé Communautaire, un petit dispensaire) et une école[réf. nécessaire].

## Position géographique
- 40 km du centre du cercle Koro (par de très bonnes pistes)
- 30 km de la falaise de Bandiagara (par des pistes de contrebande de mauvaise qualité)

## Villages
La commune s'étend sur 16 localités relevées lors du recensement général de 2009. 
Les villages les plus peuplés sont :
- Koporo Pen (5 049 habitants)
- Berely (2 835 habitants)
- Samani Dogon (1 869 habitants)